# Geir Andersen
Geir Andersen (ur. 12 lutego 1962 w Oslo) – norweski dwuboista klasyczny, trzykrotny medalista mistrzostw świata, trzykrotny medalista mistrzostw świata juniorów, a także zdobywca Pucharu Świata.

## Kariera
Pierwszy sukces w swojej karierze osiągnął 1983 roku, kiedy na mistrzostwach świata juniorów w Kuopio wywalczył indywidualnie srebrny medal. Jeszcze lepiej wypadł rok później, podczas mistrzostw juniorów w Trondheim, gdzie indywidualnie był najlepszy, a wraz z kolegami z reprezentacji zdobył srebrny medal drużynowo.
W Pucharze Świata zadebiutował 17 grudnia 1983 roku w Seefeld, gdzie zajął 21. miejsce w konkursie rozgrywanym metodą Gundersena. Pierwsze pucharowe punkty zdobył już niecały miesiąc później, 7 stycznia 1984 roku w Schonach, gdzie od razu stanął na podium zajmując drugie miejsce. W pozostałych konkursach sezonu 1983/1984 jeszcze czterokrotnie plasował się w czołowej dziesiątce, w tym trzykrotnie stawał na podium: 24 lutego w Falun, 3 marca w Lahti oraz 8 marca 1984 roku w Oslo zajmował trzecie miejsce. W klasyfikacji generalnej zajął trzecie miejsce, za swym rodakiem Tomem Sandbergiem i reprezentantem NRD Uwe Dotzauerem. W lutym 1984 roku brał udział w igrzyskach olimpijskich w Sarajewie, gdzie ósmy wynik na skoczni i osiemnasty czas biegu pozwoliły mu zająć dziesiąte miejsce. Miesiąc później zdobył złoty medal w sztafecie na mistrzostwach świata w Rovaniemi. Wraz z Sandbergiem i Hallsteinem Bøgsethem minimalnie wyprzedził Finów oraz reprezentantów ZSRR.
Andersen zdominował rywalizację pucharową w sezonie 1984/1985. Wystartował w sześciu z siedmiu zawodów, przy czym w czterech zwyciężył, a dwukrotnie był drugi. Pierwsze w karierze zwycięstwo odniósł 15 grudnia 1984 roku w Planicy, a następnie wygrywał także 20 grudnia 1984 roku w Sankt Moritz, 23 lutego w Leningradzie oraz 2 marca 1985 roku w Lahti. W klasyfikacji generalnej wyprzedził dwóch reprezentantów RFN: Hermanna Weinbucha oraz Huberta Schwarza. W styczniu 1985 roku Geir wystąpił na mistrzostwach świata w Seefeld, gdzie w zawodach indywidualnych zdobył srebrny medal, ulegając tylko Weinbuchowi. W skokach Norweg zajął trzecie miejsce, a na trasie biegu uzyskał ósmy czas, co pozwoliło mu zająć drugie miejsce. Trzecie miejsce w tych zawodach przypadło Jouko Karjalainenowi z Finlandii, który stracił do Andersena nieco ponad trzy punkty. Na tych samych mistrzostwach wspólnie z Hallsteinem Bøgsethem i swoim bratem Espenem Andersenem zdobył kolejny srebrny medal.
Punktował także we wszystkich startach sezonu 1985/1986. W pierwszych zawodach cyklu, 21 grudnia 1985 roku w Tarvisio odniósł swoje ostatnie zwycięstwo. Pięciokrotnie znajdował się w czołowej dziesiątce zawodów, na podium stając 28 lutego w Lahti, gdzie był drugi oraz 22 marca 1986 roku w Štrbskim Plesie, gdzie zajął trzecie miejsce. W klasyfikacji generalnej ponownie był trzeci, za Weinbuchem i jego rodakiem Thomasem Müllerem. W sezonie 1986/1987 Andersen nie pojawił się ani razu w zawodach PŚ, nie wystąpił także na mistrzostwach świata w Oberstdorfie.
W zawodach startował do zakończenia sezonu 1989/1990, jednak osiągał słabsze wyniki. Na podium stanął już tylko raz – 17 grudnia 1988 roku w Saalfelden am Steinernen Meer, zajmując trzecie miejsce. Nie wystąpił już na żadnej dużej imprezie. Ostatni oficjalny występ zanotował 16 marca 1990 roku w Oslo, gdzie zajął 46. pozycję.

## Osiągnięcia

### Igrzyska Olimpijskie
| Miejsce | Dzień     | Rok  | Miejscowość | Konkurencja              | Wynik zwycięzcy | Strata      | Zwycięzca    |
| ------- | --------- | ---- | ----------- | ------------------------ | --------------- | ----------- | ------------ |
| 10.     | 12 lutego | 1984 | Sarajewo    | Indywidualnie K-90/15 km | 422,595 pkt     | –29,440 pkt | Tom Sandberg |

### Mistrzostwa świata
| Miejsce | Dzień       | Rok  | Miejscowość | Konkurencja          | Wynik zwycięzcy | Strata     | Zwycięzca        |
| ------- | ----------- | ---- | ----------- | -------------------- | --------------- | ---------- | ---------------- |
| 1.      | 18 marca    | 1984 | Rovaniemi   | Sztafeta K-90/3×5 km | 1189,46 pkt     | –          | –                |
| 2.      | 18 stycznia | 1985 | Seefeld     | Gundersen K-90/15 km | 410,10 pkt      | –10,46 pkt | Hermann Weinbuch |
| 2.      | 25 stycznia | 1985 | Seefeld     | Sztafeta K-90/3×5 km | 1276,90 pkt     | –20,88 pkt | RFN              |

### Mistrzostwa świata juniorów
| Miejsce | Dzień    | Rok  | Miejscowość | Konkurencja              | Wynik zwycięzcy | Strata | Zwycięzca    |
| ------- | -------- | ---- | ----------- | ------------------------ | --------------- | ------ | ------------ |
| 2.      | 11 marca | 1983 | Kuopio      | Indywidualnie K-90/15 km | ?               | ?      | Heiko Hunger |
| 1.      | 3 lutego | 1984 | Trondheim   | Indywidualnie K-90/15 km | ?               | –      | –            |
| 2.      | 4 lutego | 1984 | Trondheim   | Sztafeta K-90/3×5 km     | ?               | ?      | NRD          |

### Puchar Świata

#### Miejsca w klasyfikacji generalnej
- sezon 1983/1984: 3.
- sezon 1984/1985: 1.
- sezon 1985/1986: 3.
- sezon 1987/1988: 20.
- sezon 1988/1989: 16.

#### Miejsca na podium chronologicznie
| Nr  | Data            | Miejscowość                   | Konkurencja         | Wynik zwycięzcy | Pozycja | Strata      | Zwycięzca           |
| --- | --------------- | ----------------------------- | ------------------- | --------------- | ------- | ----------- | ------------------- |
| 1.  | 7 stycznia 1984 | Schonach                      | Gundersen K90/15 km | 432,640 pkt     | 2.      | –0,895 pkt  | Thomas Müller       |
| 2.  | 24 lutego 1984  | Falun                         | Gundersen K90/15 km | 411,935 pkt     | 3.      | –5,075 pkt  | Rauno Miettinen     |
| 3.  | 3 marca 1984    | Lahti                         | Gundersen K90/15 km | 411,920 pkt     | 3.      | –1,350 pkt  | Thomas Müller       |
| 4.  | 8 marca 1984    | Oslo                          | Gundersen K90/15 km | 426,815 pkt     | 3.      | –5,075 pkt  | Espen Andersen      |
| 5.  | 15 grudnia 1984 | Planica                       | Gundersen K90/15 km | 418,8 pkt       | 1.      | –           | –                   |
| 6.  | 20 grudnia 1984 | Sankt Moritz                  | Gundersen K90/15 km | 419,10 pkt      | 1.      | –           | –                   |
| 7.  | 5 stycznia 1985 | Schonach                      | Gundersen K90/15 km | 422,935 pkt     | 2.      | –7,270 pkt  | Hermann Weinbuch    |
| 8.  | 22 lutego 1985  | Leningrad                     | Gundersen K90/15 km | 433,05 pkt      | 1.      | –           | –                   |
| 9.  | 2 marca 1985    | Lahti                         | Gundersen K90/15 km | ?               | 1.      | –           | –                   |
| 10. | 16 marca 1985   | Oslo                          | Gundersen K90/15 km | 430,400 pkt     | 2.      | –18,450 pkt | Hermann Weinbuch    |
| 11. | 21 grudnia 1985 | Tarvisio                      | Gundersen K90/15 km | 427,055 pkt     | 1.      | –           | –                   |
| 12. | 28 lutego 1986  | Lahti                         | Gundersen K90/15 km | 414,000 pkt     | 2.      | –1,010 pkt  | Hermann Weinbuch    |
| 13. | 22 marca 1986   | Štrbské Pleso                 | Gundersen K90/15 km | 436,2 pkt       | 3.      | –18,8 pkt   | Hermann Weinbuch    |
| 14. | 17 grudnia 1988 | Saalfelden am Steinernen Meer | Gundersen K90/15 km | ?               | 3.      | ?           | Trond-Arne Bredesen |